# Радзёнкув
Радзёнкув (пол. Radzionków, нем. Radzionkau) — город в Польше, входит в Силезское воеводство, Тарногурский повят. Имеет статус городской гмины. Занимает площадь 13,26 км². Население: 17 130 человек (на 2005 год).